# Dolyna
Dolyna (em ucraniano:  Доли́на, em polonês/polaco:  Dolina, em iídiche:  דאלינע) é uma cidade da Ucrânia, situada no Oblast de Ivano-Frankivsk. Tem 20,22 km² de área e sua população em 2020 foi estimada em 20.716 habitantes.